# Цветомир Генов
Цветомир Генов е български футболист, полузащитник, от февруари 2015 година състезател на ФК Сливнишки герой (Сливница).
Роден е на 23 декември 1986 година в Бяла Слатина. Израства в столичния квартал „Красна поляна“, където се намира школата на Септември (София), в която започва да играе футбол. Учи в 57 спортно СОУ, а след като завършва, играе и за първия състав на Септември, където негов треньор е Красимир Трайков.
През 2008 г. подписва договор с ФК Свиленград 1921, където играе в продължение на два сезона.
Преминава в състава на ПФК Миньор (Бобов дол), където става втори в шампионата на ЮЗ В АФГ, през 2010 година.
През юли 2010 година напуска отбора поради финасови причини и преминава в клуба от Сливница - ФК Сливнишки герой (Сливница).
На два пъти е на проби в други клубове, но не успява да подпише и остава в клуба на мениджъра Венцислав Рангелов.
Става шампион на ЮЗ В АФГ през юни 2011, а през август същата година подписва двугодишен договор с клуба. Участва със Сливнишки герой в Западната Б група, Сезон 2011/2012, но след изпадането на отбора от групата напуска тима.
През Сезон 2012/2013 е част от тима на ПФК Марек (Дупница), а през 2013-2014 играе за ФК Академик (Свищов). След като през 2014 г. получава тежка контузия, не играе в продължение на 6 месеца. В началото на 2015 г. се завръща в Сливнишки герой.